# Émeutes du 10 mai 1790 à Montauban
 (août 2011).
Si vous disposez d'ouvrages ou d'articles de référence ou si vous connaissez des sites web de qualité traitant du thème abordé ici, merci de compléter l'article en donnant les références utiles à sa vérifiabilité et en les liant à la section « Notes et références ».
Les émeutes du 10 mai 1790 de Montauban sont un évènement contre-révolutionnaire ayant pris place du 10 au 29 mai 1790 dans la ville de Montauban. Ayant mis aux prises des éléments royalistes, nobles et catholiques aux patriotes et aux protestants, elles s'inscrivent dans un ensemble d'évènements politiques révolutionnaires ou contre-révolutionnaires dans de nombreuses villes du Sud de la France (Arles, Nîmes, Toulouse...).

## Les contentieux religieux
Les premiers remous politiques remontent à l'année précédente, et seront amplifiés dans les premiers mois de 1790. Le 5 octobre 1789, la Déclaration des droits de l'homme et du citoyen, ratifiée par le roi Louis XVI, déclare l'égalité entre les Hommes, quelle que soit leur religion. L'Assemblée, s'appuyant sur ce texte, va donc mener une politique de conciliation vis-à-vis des minorités religieuses  : les Juifs Séfarades obtiennent ainsi la citoyenneté active le 28 janvier 1790, et le 16 avril, l'Assemblée nationale constituante déclare comme étant sous sa protection les Juifs d'Alsace, en proie à une vagues d'actes violents.
Dans les villes du Sud-Est de la France, ces décisions sont diversement accueillies : les patriotes se réjouissent de ces coups portés au vestiges de l'Ancien Régime, tandis que les protestants espèrent se voir attribuer la citoyenneté active, et ainsi être reconnus comme égaux des catholiques. À l'inverse, ces derniers désirent que la Constituante reconnaissent le catholicisme comme religion d'État, prémunissant ainsi la région des troubles liés à une éventuelle répartition des lieux de cultes (de nombreux temples protestants ayant été reconvertis de force en églises à la révocation de l'édit de Nantes). Enfin, les royalistes ou hostiles à l'œuvre de la Constituante, comptent sur la proximité des États du Prince de Sardaigne (beau-père du prince émigré d'Artois) et sur la présence de nombreux agents des princes pour soulever la population.

## Un contexte de troubles
Plusieurs tensions entre catholiques et protestants, exacerbées par des heurts entre royalistes et patriotes, vont éclater dans la région et précipiter les dissensions entre Montalbanais. Le 3 janvier 1790, à Pont-Saint-Esprit, une fédération royaliste réunit les gardes nationaux de vingt-sept communes des deux rives du Rhône, qui jurent d'êtres prêts à sacrifier « leurs biens et leur vie à la gloire de leur Souverain ». Cette "fédération" est présidée par le marquis de la Fare, qui se félicite de ces "Provençaux fidèles et ardents royalistes disposés à se grouper pour mettre fin aux désordres et réduire les factieux à l'impuissance". Quinze jours plus tard, une autre fédération du même ordre se rassemble à Romans. Ces fédérations, tenues en réponse à leurs homologues patriotes de Saint-Paul-Trois-Châteaux (20 décembre 1789) et Valence (31 janvier 1790), ne sont pas sans démontrer la présence de sentiments royalistes bien ancrés dans la population comme au sein des gardes nationaux locaux .
La virulence de ces oppositions va s'aggraver avec les évènements de Nîmes et d'Uzès, respectivement le 6 avril et le 2 mai. À Nîmes, des échauffourées mettent aux prises les catholiques et les aristocrates de la ville, menés par l'agent des Princes François Froment et formés en légion, avec les soldats du Régiment de Guyenne et les gardes nationaux patriotes. À Uzès, les citoyens catholiques de la ville demandant à la Constituante de déclarer le catholicisme religion d'État. Cette déclaration entraîne des heurts entre patriotes et éléments royalistes de la population.

## Les évènements

### Le coup de force royaliste du 10 mai à Montauban
Lorsque le 10 mai, la garde nationale commence à s'organiser, elle doit faire face à un coup de force des catholiques montalbanais, souvent des ouvriers ou des gens du peuple, encadrés par des prêtres et des aristocrates locaux. Des rumeurs font état d'un complot patriote orchestré par les protestants majoritaires au sein de la garde nationale dirigé par du Puy-Montbrun, un catholique. Le pasteur Jeanbon Saint-André, jacobin, est détesté par les royalistes et les catholiques. De plus, plusieurs éléments du régiment de Touraine-Infanterie et du Royal-Pologne-Cavalerie se distinguent en fraternisant avec les insurgés et en faisant preuve d'un comportement hostile à la Révolution et à la Constituante comme la municipalité élue en février 1790. Les catholiques montalbanais prennent alors d'assaut la mairie. Des heurts éclatent entre les deux camps, cinq gardes nationaux sont tués dont quatre protestants, et les patriotes, en infériorité numérique, sont refoulés. Cinquante-cinq patriotes (des protestants et des militaires) sont enfermés, et du Puy-Montbrun, commandant-général de la garde nationale, manque d'être tué.
Les gardes nationaux de du Puy-Montbrun et les troupes du comte Jean  d'Esparbès de Lussan et baron de La Mothe-Bardigues (gouverneur militaire du district de Montauban) accompagnés de nombreux protestants comme Jeanbon Saint-André craignant une nouvelle Saint-Barthélémy, fuient la ville et appellent à l'aide les gardes nationales des autres villes de la région.

### La contre-offensive patriote
Appelés en renfort, les gardes nationaux de Bordeaux se mettent en marche le 15 mai, après proclamation du maire de la ville, le vicomte de Noë. Au passage, ils se fédèrent aux gardes nationaux de Cahors, ainsi qu'avec quelques patriotes de la garde toulousaine. Ces 1500 gardes nationaux s'arrêtent à Moissac où ils reçoivent l'ordre de ne pas bouger tant que le médiateur envoyé par le gouvernement n'aurait pas fini de négocier. Le 29 mai 1790, le médiateur obtient la libération des prisonniers en toute illégalité. La Contre-Révolution du marquis de Cieurac échoue. Il est destitué de ses fonctions et arrêté par la Constituante.
Dans les mois qui suivirent, le département du Lot fut secoué par des troubles : des paysans brûlèrent des châteaux, celui de Cieurac fut pillé ; la chapelle gothique détruite ; les royalistes restants s'organisèrent alors pour se défendre. D'Esparbès, ainsi que deux autres commissaires envoyés par l'Assemblée, tentèrent de rétablir le calme, mais, fustigés pour leur mollesse, ils furent convoqués par la Constituante. Les affrontements entre catholiques et protestants, et, par extension, entre royalistes et patriotes, continuèrent dans le Sud (à Perpignan,  surtout à Nîmes, à Uzès...), sans toutefois prendre autant d’ampleur que les événements de Montauban. Il faudra attendre le soulèvement d'Arles, l'année suivante, pour voir reparaître une telle violence entre les royalistes et leurs opposants.